# فنازین
فنازین (به انگلیسی: Phenazine) با فرمول شیمیایی C۱۲H۸N۲ یک ترکیب شیمیایی است. که جرم مولی آن ۱۸۰٫۲۱ g/mol می‌باشد. شکل ظاهری این ترکیب، پودر بلورین زرد و قهوه‌ای است.